# Hilarempis hammondi
Hilarempis hammondi är en tvåvingeart som beskrevs av Smith 1969. Hilarempis hammondi ingår i släktet Hilarempis och familjen dansflugor. Inga underarter finns listade i Catalogue of Life.